# Pueblo Nuevo (Contralmirante Villar)
Pueblo Nuevo es un caserío peruano ubicado en el distrito de Casitas, perteneciente a la provincia de Contralmirante Villar del departamento de Tumbes, al norte del Perú. 

## Ubicación
Pueblo Nuevo se ubica al norte de la provincia de Contralmirante Villar, en el distrito de Casitas, en el departamento de Tumbes.

## Demografía
En 2017 Pueblo Nuevo tenía una población de 73 habitantes.
| Gráfica de evolución demográfica de Pueblo Nuevo entre 1993 y 2017 |
|                                                                    |
| Fuentes: Población 1993 y 2017                                     |